# Udomačitev
Udomačitev je proces, pri katerem populacija živalske ali rastlinske vrste postane navajena na človekovo oskrbo in nadzor, pri čemer postane pogosto nesposobna samostojno preživeti v naravnem okolju. Odkritje, da je možno živali in rastline nadzorovano gojiti in izkoriščati, je bilo eno ključnih dogodkov v človeški zgodovini; človeku je omogočilo, da je opustil nomadski način življenja in se ustalil na enem mestu, nadaljnji razvoj kmetijstva pa je v veliki meri zmanjšal čas, ki ga družba kot celota porabi za pridobivanje hrane.
Človek uporablja udomačene vrste za več različnih namenov: za pridobivanje hrane in izdelkov živalskega oz. rastlinskega izvora (npr. volne, bombaža in svile), za pomoč pri fizičnih opravilih, za varovanje in zabavo. Živalim, udomačenim za pridobivanje hrane, pravimo živina, domači ljubljenčki pa so tiste, ki jih človek uporablja predvsem za varovanje in/ali zabavo. Tretja kategorija so delovne živali, ki jih uporablja za pomoč pri fizičnih opravilih (za delo, transport ali šport), čeprav se lahko delovne živali uporabljajo tudi za pridobivanje hrane (npr. domače govedo) ali kot domači ljubljenčki (npr. domači pes). Pri domačih rastlinah ločimo kulturne rastline, iz katerih pridobivamo hrano in druge snovi, ter sobne rastline, ki jih uporabljamo predvsem za okras.
Tudi meja med udomačenim in divjim organizmom ni vedno jasna.

## Zgodovina
Udomačitev je proces, ki traja mnogo generacij, zato je določitev natančnega časa nemogoča. Je pa pričetek udomačevanja prvi pomemben mejnik v zgodovini kmetijstva, ki ga imenujemo neolitska revolucija; ime nakazuje, da se je zgodila v neolitiku, v grobem 10 do 12 tisoč let pred našim štetjem. Zgodovino udomačevanja preučujejo arheologi, na osnovi ostankov domnevajo, da se je proces pričel ločeno na več krajih hkrati. Verjetno je šlo pri udomačitvi za hkraten vpliv človekovega selektivnega gojenja (izbire zanj najugodnejših lastnosti in križanja osebkov s temi lastnostmi) ter naključnih mutacij, kakor je jasno razvidno iz primera pšenice - zaradi mutacije so nastale rastline, pri katerih zrela semena niso padla z rastline, človek pa je nato z načrtnim križanjem izoliral te rastline in iz njih vzgojil takšne, ki so tvorile večja semena. Kljub dolgotrajnem usmerjenem križanju se lahko nekateri udomačeni organizmi še vedno križajo z divjimi sorodniki in tako ne predstavljajo nove vrste.

### Najzgodnejše udomačene živali
| Vrsta                                 | Čas                 | Kraj                                                    |
| ------------------------------------- | ------------------- | ------------------------------------------------------- |
| Domači pes (Canis lupus familiaris)   | 15.000 pr. n. št.   | Vzhodna Azija                                           |
| Domača ovca (Ovis aries)              | 9-11.000 pr. n. št. | Jugozahodna Azija                                       |
| Domača koza (Capra aegagrus hircus)   | 10.000 pr. n. št.   | Iran                                                    |
| Domači prašič (Sus scrofa domestica)  | 9.000 pr. n. št.    | Bližnji vzhod, Kitajska                                 |
| Domače govedo (Bos taurus)            | 8.000 pr. n. št.    | Indijska podcelina, Bližnji vzhod in Podsaharska Afrika |
| Domača mačka (Felis silvestris catus) | 7.500 pr. n. št.    | Bližnji vzhod                                           |
| Domača kokoš (Gallus gallus)          | 6.000 pr. n. št.    | Indijska podcelina in Jugovzhodna Azija                 |
| Morski prašiček (Cavia porcellus)     | 5.000 pr. n. št.    | Peru                                                    |
| Osel (Equus africanus asinus)         | 5.000 pr. n. št.    | Egipt                                                   |
| Vodni bivol (Bubalus bubalis)         | 4.000 pr. n. št.    | Indija, Kitajska                                        |
| Domači konj (Equus caballus)          | 4.000 pr. n. št.    | Srednja Azija                                           |
| Enogrba kamela (Camelus dromedarius)  | 4.000 pr. n. št.    | Arabski polotok                                         |
| Lama (Lama glama)                     | 3.500 pr. n. št.    | Peru                                                    |
| Sviloprejka (Bombyx mori)             | 3.000 pr. n. št.    | Kitajska                                                |
| Domači golob (Columba livia)          | 3.000 pr. n. št.    | Sredozemlje                                             |
| Domača gos                            | 3.000 pr. n. št.    | Egipt                                                   |
| Dvogrba kamela (Camelus bactrianus)   | 2.500 pr. n. št.    | Srednja Azija                                           |
| Jak (Bos grunniens)                   | 2.500 pr. n. št.    | Tibet                                                   |
| Banteng (Bos javanicus)               | Neznano             | Jugovzhodna Azija, Java                                 |
| Gayal (Bos gaurus frontalis)          | Neznano             | Jugovzhodna Azija                                       |
| Poljski zajec (Lepus europaeus)       | 1.600 pr. n. št.    | Evropa                                                  |
| Alpaka (Vicugna pacos)                | 1.500 pr. n. št.    | Peru                                                    |
| Podlasica (Mustela putorius furo)     | 1.500 pr. n. št.    | Evropa                                                  |
| Domača raca                           | 1.000 pr. n. št.    | Kitajska                                                |
| Moškatna bleščavka (Cairina moschata) | Neznano             | Južna Amerika                                           |
| Krap koi (Cyprinus carpio)            | Neznano             | Vzhodna Azija                                           |
| Domači puran                          | 500 pr. n. št.      | Mehika                                                  |
| Zlata ribica                          | Neznano             | Kitajska                                                |